# 余承堯
余承堯（1898年2月28日—1993年4月4日），名舜，字承堯，生於福建永春縣洋上鄉，台灣藝術家。1920年赴日本早稻田大學攻讀經濟系，後官拜將軍。1945年隨國民政府遷台。前半生歷經軍旅生活與商場歷練，56歲才開始作畫，因而有「將軍畫家」之美譽。沒有師承，僅以大自然為師，細碎密結的筆法，皺擦出山岩肌理和密實的山形，同時致力於南管音樂的推廣，余承堯也是知名詩人余光中的堂叔。

## 生平
1898年2月28日生於福建永春縣洋上鄉阪內厝。1910年，入木器店做學徒。1911年，入洋上小學就讀。1915年，入福建省立永春中學。1917年，投筆從戎，參加革命軍掃蕩軍閥。1919年，凱歌還鄉，娶鄭智女士為妻，旅居廈門鼓浪嶼。
1920年，入日本早稻田大學就讀經濟學系。1921年，入日本東京陸軍士官學校就讀。1923年，畢業歸國，出任黃埔軍校戰術軍官。1927年至1944年，從中校一路晉升至陸軍中將，曾任指揮官、參謀總長、討逆軍司令，後調為考察軍防紀，擔任視察專員。
1946年，抗戰勝利，以國府軍事參議院中將參議職申請退役獲准，當時退伍沒有終身俸制度。返鄉經營藥材生意，往來於廈門、台灣、新加坡。1949年，適逢國民政府撤退遷台，未及將家人接應來台，從此獨居台北天水街後移居陽明山，經營藥材生意，此後數年以讀書、作詩自娛。
1954年，時年56歲，嘗試作第一張畫。1963年6月，在台北雄獅畫廊舉辦第一次個展。1966年，與莊喆、劉國松、馮鍾睿、王季遷、陳其寬等人參加「中國山水畫的新傳統」聯展，由李鑄晉與羅覃（Thomas Lawton）合辦、洛克斐勒基金會贊助，於美國巡迴展出兩年。
1967年，退出商場，歸隱山林。1972年，完成《山水八連屏》。1973年，完成《長江萬里圖》。1981年，開始教授陳美娥南管樂理及史論，後收陳美娥為義女。1983年，陳美娥成立漢唐樂府，推廣南管研究與演出。
1985年，獲邀參與「中國傳統繪畫新潮流」聯展，於美國與法國展出。1986年，應邀參與「現代中國山水畫」聯展，於美國科羅拉多州與紐約展出。
1987年9月，於雄獅畫廊舉辦第二次個展。10月，香港大會堂舉辦第三次個展，與睽違近四十年的家人見面。12月，獲教育部頒發「民族藝術薪傳獎」，獎勵其南管研究、推廣之貢獻。1989年，獲聘中華民國文化資產維護學會名譽會員。1990年12月，於雄獅畫廊、台北漢雅軒舉辦書法個展，為「漢唐樂府南管梨園戲研究學會」籌募基金。
1991年，時年93歲，返回廈門定居。1993年4月4日，安逝於廈門。

## 作品

### 個展
- 1986年：台北雄獅畫廊舉辦第一次個展。
- 1987年：雄獅畫廊舉辦第二次個展。
- 1988年：台北國立歷史博物館展「余承堯九十回顧展」。
- 1992年：雄獅畫廊「余承堯、顏水龍畫壇雙瑞展」。
- 1993年：雄獅畫廊「余承堯紀念展」。形而上畫廊「美術史上的驚嘆－余承堯‧陳其寬作品欣賞展」。
- 1994年：家畫廊「余承堯收藏展」(與漢唐樂府合辦)。淡水藝文中心「山水清殷‧余承堯」特展。
- 1995年：紐約新聞中心台北藝廊「樂在山水‧余承堯畫展」。
- 1996年：家畫廊「余承堯九九冥辰書畫紀念展」。法國巴黎台北文化中心「余承堯書畫展」。
- 2005年：家畫廊「世紀風華 余承堯作品展」
- 2007年：家畫廊「藝游山水 余承堯書畫展」。
- 2008年：家畫廊「千巖競秀 余承堯書畫展」。
- 2009年：家畫廊「與天地精神相往來－余承堯精選展」。
- 2010年：家畫廊「畫墨相輝－余承堯精選展」。
- 2013年：亞洲現代美術館「巨匠名作余承堯 山水作品」。
- 2015年：國立歷史博物館「回山望有情－余承堯書畫展」。

### 聯展
- 1966年：美國「中國山水畫的新傳統」聯展。
- 1985年：美國與法國「中國傳統繪畫新潮流」聯展。
- 2013年：國立歷史博物館「閩臺三傑－余承堯、沈耀初、鄭善禧書畫聯展」

### 典藏
- 國立台灣美術館（台中）永久典藏〈群山如劍斷雲間〉
- 台北市立美術館典藏〈山高多險峭〉

## 外部連結
- .   [2015-07-22]. （原始内容存档于2015-07-22）.